# Maurizio Marini (historien)
Maurizio Marini (né le 4 novembre 1942 à Rome et mort le 3 août 2011  dans la même ville) est un historien de l'art et un universitaire italien . C'est l'un des plus grands spécialistes mondiaux de l'art baroque, et particulièrement de l'œuvre de Caravage.

## Biographie
Maurizio Marini est particulièrement connu pour son expertise sur l’œuvre du peintre Caravage. Il s'est notamment intéressé à la question des doubles de tableaux, réalisés par Caravage lui-même.
À ce titre, il est souvent intervenu dans des débats d'attribution de diverses œuvres au peintre lombard,.

## Publications
- Io Michelangelo da Caravaggio, éd. Studio B, Rome, 1974
- Velazquez, I Maestri , 164 pages, Art books intl ltd, 1997 •  (ISBN 978-8-84355-504-8)
- « La notte di Abramo » - Michelangelo da Caravaggio 1602, éd. Viviani Editore, 2008 •  (ISBN 978-8-87993-124-3)

### Ouvrages en français
- Velázquez, traduit de l'italien par Odile Ménégaux, Collection Maîtres de l'art, Gallimard, Paris, 1998 •  (ISBN 978-2-07011-585-3)